# Hemifusulina
Hemifusulina, en ocasiones erróneamente denominado Hemifusina, es un género de foraminífero bentónico de la subfamilia Fusulininae, de la familia Fusulinidae, de la superfamilia Fusulinoidea, del suborden Fusulinina y del orden Fusulinida. Su especie tipo es Hemifusulina bocki. Su rango cronoestratigráfico abarca el Moscoviense (Carbonífero superior).

## Discusión
Clasificaciones más recientes incluyen Hemifusulina en la subclase Fusulinana de la clase Fusulinata.

## Clasificación
Hemifusulina incluye a las siguientes especies:
- Hemifusulina bocki †
- Hemifusulina concepta †
- Hemifusulina endothyraeformis †
- Hemifusulina graciosa †
  - Hemifusulina graciosa subcylindrica †
- Hemifusulina hispanica †
- Hemifusulina jungarensis †
- Hemifusulina mosquiterensis †
- Hemifusulina mura †
- Hemifusulina orienta †
- Hemifusulina orientalis †
- Hemifusulina ovata †
- Hemifusulina parashengi †
- Hemifusulina sangzhuensis †
- Hemifusulina shengi †
- Hemifusulina subcylindrica †

Otras especies consideradas en Hemifusulina son:
- Hemifusulina hamadai †, de posición genérica incierta
- Hemifusulina thaiensis †, de posición genérica incierta

En Hemifusulina se ha considerado el siguiente subgénero:
- Hemifusulina (Hemifusulinella), aceptado como género Hemifusulinella